# The Gates of Eden
The Gates of Eden er en amerikansk stumfilm fra 1916 af John H. Collins.

## Medvirkende
- Viola Dana som Eve / Evelyn.
- Augustus Phillips som Joseph.
- Robert Walker som William Bard.
- Edward Earle som Rodney.
- Grace Stevens som Eldress Sarah.